# 평면도

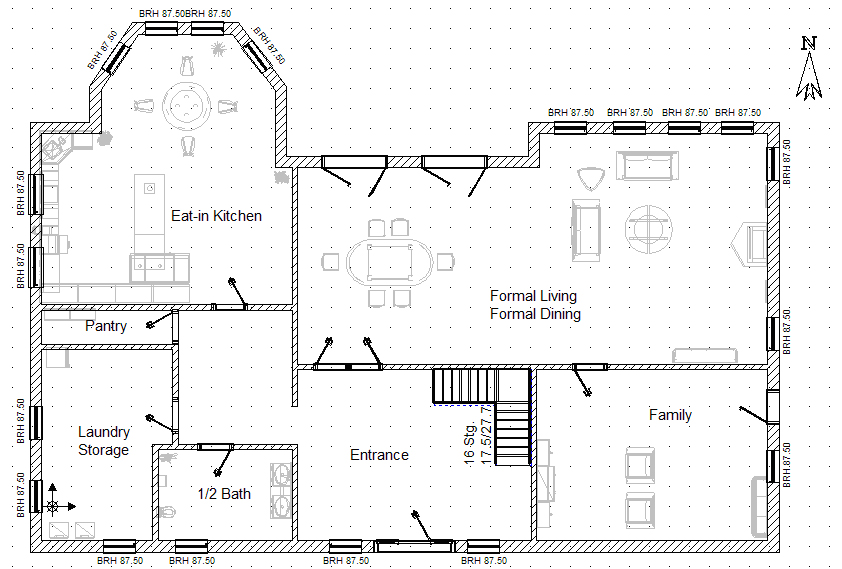
평면도

평면도(平面圖, floor plan)는 건축에서, 집의 구조적 모습을 보기 위해 건물을 수평 방향으로 잘라서 위에서 내려다 본 모습을 나타낸 도면(그림)이다. 방의 위치, 넓이 길이 등이 잘 표시 되어 있는 일종의 설계도 역할을 한다.

## 같이 보기
- 소묘
- 공학도면
- 제도 (설계)